# Ute Klophaus
Ute Klophaus (Wuppertal, 10 de fevereiro 1940 - 6 de dezembro de 2010) foi uma premiada fotógrafa alemã que trabalhou principalmente com fotografias de arte e de biografias de artistas. Esteve envolvida com o movimento Fluxus.